# Bobbige, Sagar
Bobbige là một làng thuộc tehsil Sagar, huyện Shimoga, bang Karnataka, Ấn Độ.